# Procesul maxilar al cornetului inferior

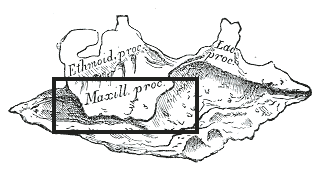
Procesul maxilar al cornetului inferior stâng (dreptunghiul drept indică procesul)

Procesul maxilar al cornetului inferior (Processus maxillaris conchae nasalis inferioris) este o lamă subțire descendentă de formă neregulată ce se desprinde din mijlocul marginei superioară a cornetului inferior. Se articulează cu creasta concală a corpului maxilei (Crista conchalis corporis maxillae) și parțial închide hiatul sinusului maxilar, reducând dimensiunile hiatului maxilar la un mic orificiu.